# Пелеј
Пелеј, (грч. Πηλεύς) (лат. Peleus), фтијски краљ, син егинског краља Еака и његове жене Ендеиде. Био је херој од великог значаја у грчкој митологији.

## Митологија
Пелеј се прославио узбудљивим животом који је био испуњен многим јуначким делима. Његово место у античкој митологији је посебно истакнуто јер је био отац највећег ахејског јунака Ахила. 
У младости, Пелеј је морао да напусти своју кућу и домовину јер је у свађи убио свог брата Фока. После дужег лутања и боравка у разним местима, напокон је нашао уточиште код фтијског краља Еуритиона, који му је дао своју кћерку Антигону за жену.
Није прошло много, а Пелеј је морао напустити Фтиј, јер је у лову на опасног калидонског вепра, у коме је учествовао и велики јунак Мелеагар, Пелеј убио, несрећним случајем свог таста, краља Еуритиона. 
Своје уточиште је нашао у тесалском граду Јолка, где га је прихватио краљ Акаст. Пелеј ни у Јолку није имао среће јер се у њега заљубила Акастова жена Астидамија, која га је, због неузвражене љубави, оптужила пред својим мужем да је он њу хтео завест. Акаст је поверовао својој жени и одлучио је да убије Пелеја.
Акаст је, у пелијске шуме позвао у лов на дивље кентауре Пелеја, и када је овај, после лова легао да се одмори, Акаст му је сакрио мач и оставио Пелеја у шуми не би ли га кентаури убили. Пелеј је пронашао мач и вратио се град Јолк где је убио и Акаста и његову жену Астидамију.
После доста проливене крви, Пелеј је принео многе и богате жртве боговима, не би ли се окајао, а затим се вратио поново у Фтију да тамо као муж Еуритинове кћерке преузме власт. Како његова жена није била жива, Пелеј је одлучио за нови брак. Зевс је тада, због свог интереса и тајне које је сазнао од Прометеја, одлучио да Тетиду уда за смртног човека и изабрао јој је за мужа Пелеја. 
На свадби, у пећини код кентаура Хирона, били су присутни сви богови на челу са Зевсом. на тој свадби је дошло до жестоке свађе три богиње око златне јабуке коју је међу њих бацила богиња свађе Ерида. Свађа између богиња Хере, Атине и Афродите је, касније, својим последицама довео до тојанског рата.
Пелеј није живео срећно са својом другом женом. Тетида се осећала пониженом јер је за мужа имала смртника, а када им се родио син Ахил, одлучила је да њега учини бесмртним и нерањивим. Свога сина је трљала амброзијом и калила над ватром.
Једном приликом Пелеј је, угледавши Тетиду како Ахила држи над ватром, помислио да му жели убити сина јер потиче од смртника и потегао је мач, да је убије. Не дуго затим, Тетида је побегла без икаквог објашњења и никада се више није вратила. Није му објаснила да не жели да њена деца доживе страхоте старости и зато их је мазала амброзијом у калика над ватром да би уништила у њима смртни део који су наследили од оца. Ахил, који је много више волео ратну славу неголи власт у Фтији је отишао такође од оца, да би се прикључио борбама за Троју. Пелеј је тако остао и без жене и без сина који је погинуо у боју под бедемима Троје после деветогодишњег ратовања. 